# Украинцы в Балтиморе
История украинцев в Балтиморе восходит к середине XIX века. В Балтиморе, Мэриленде и Вашингтоне, округ Колумбия, проживают самые большие украинско-американские общины в Средней Атлантике.

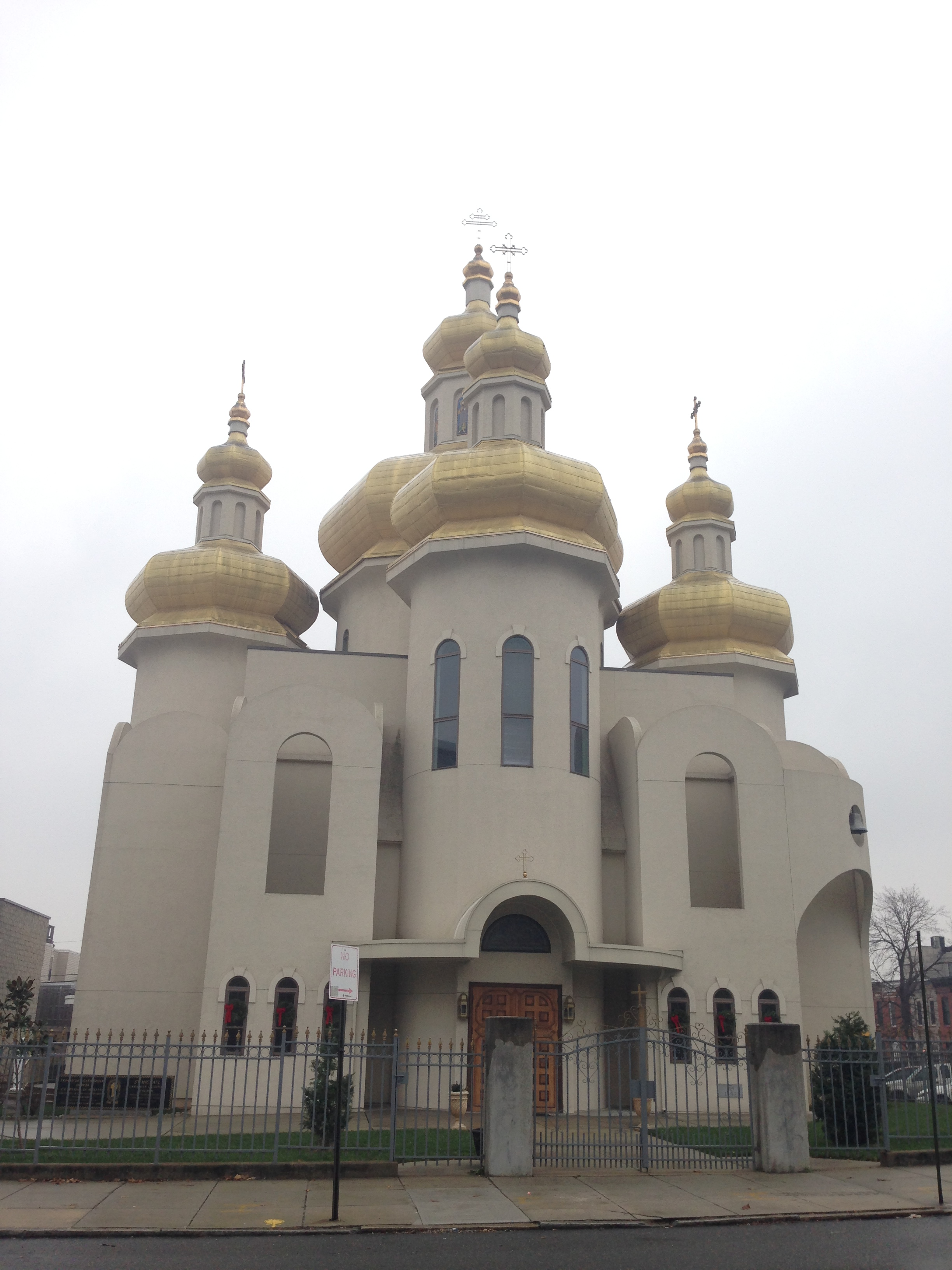
Украинский католический приход Св. Михаила в Балтиморе, январь 2016.

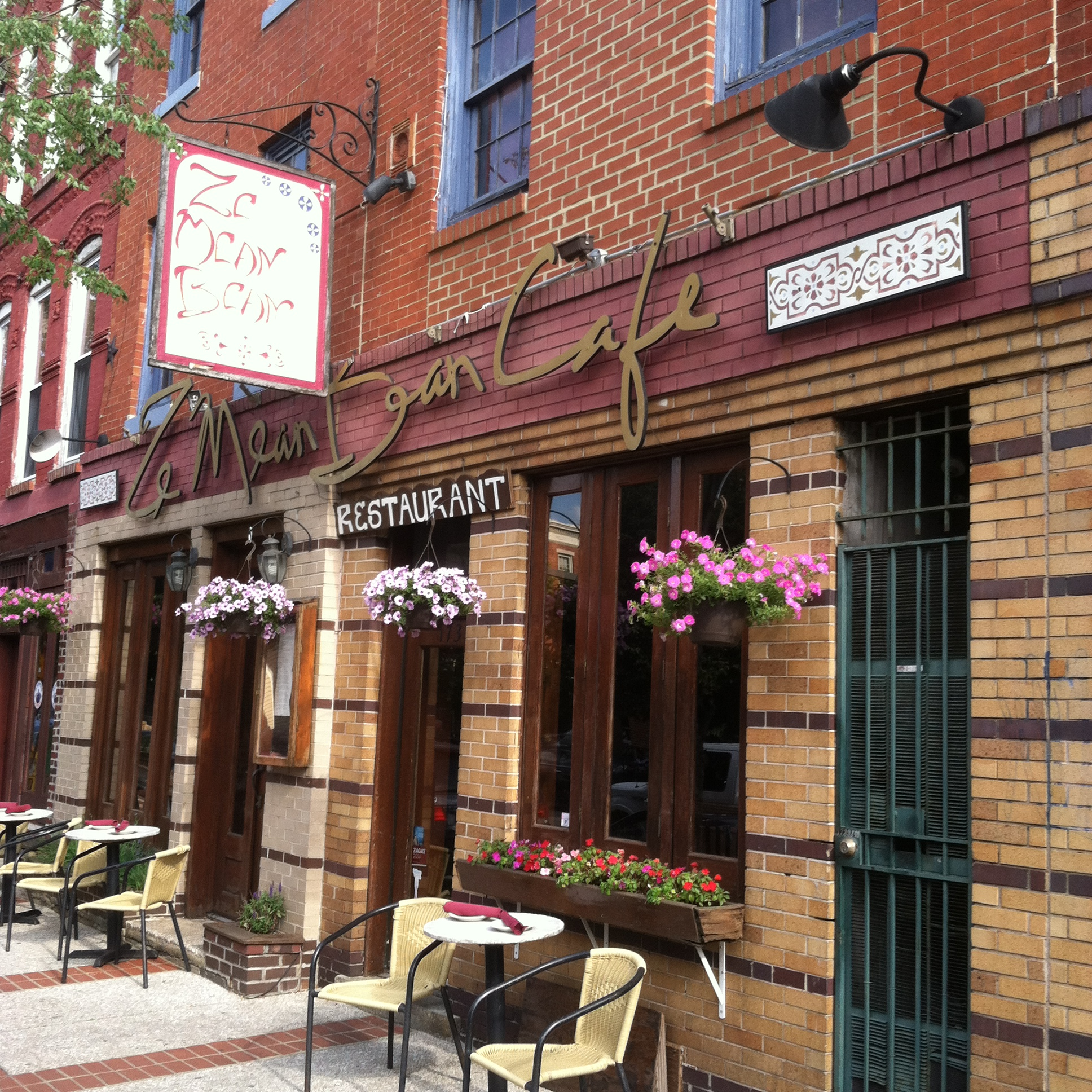
Кафе Ze Mean Bean, Феллс-пойнт, июнь 2014.

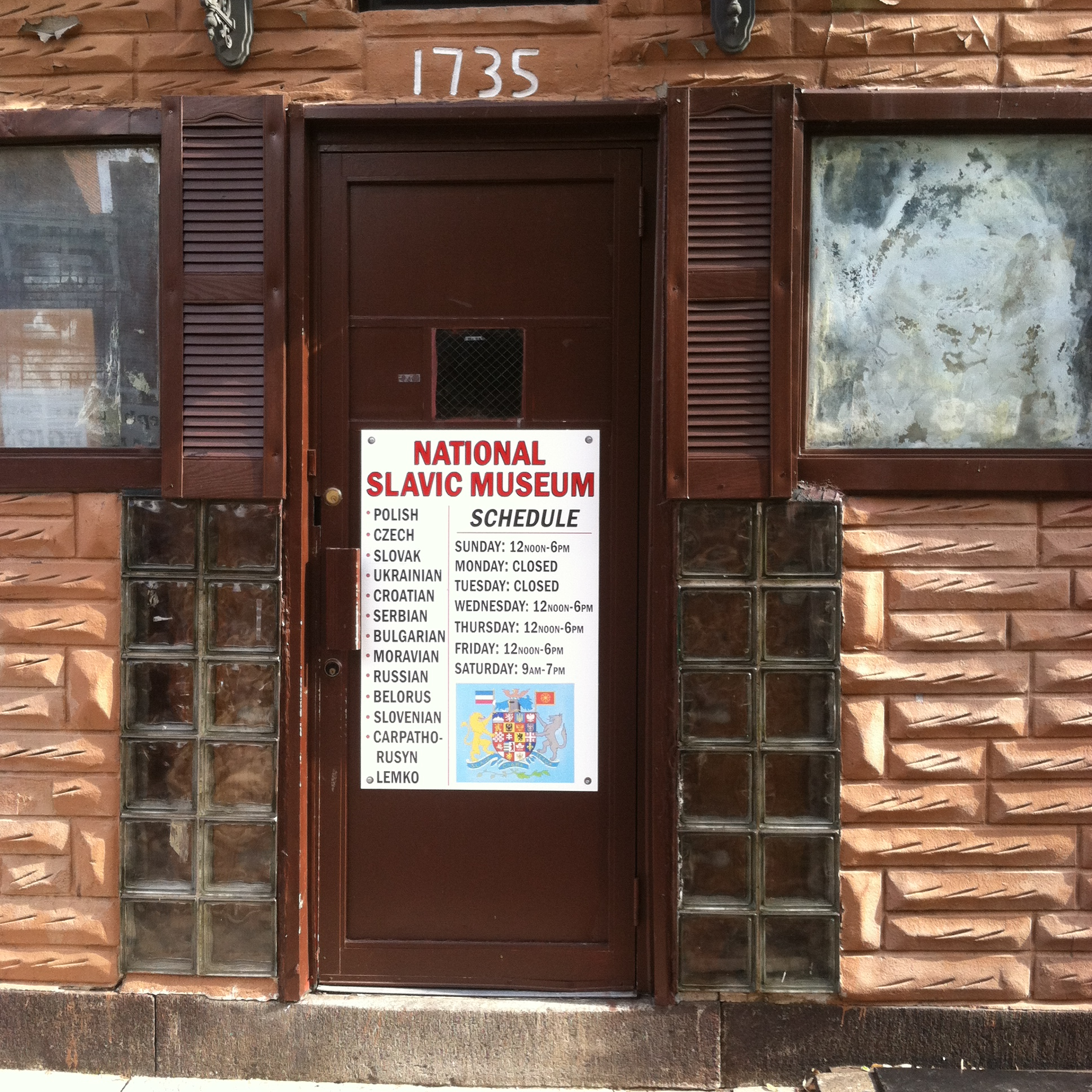
Национальный Славянский музей в Феллс-Пойнт, июнь 2014.

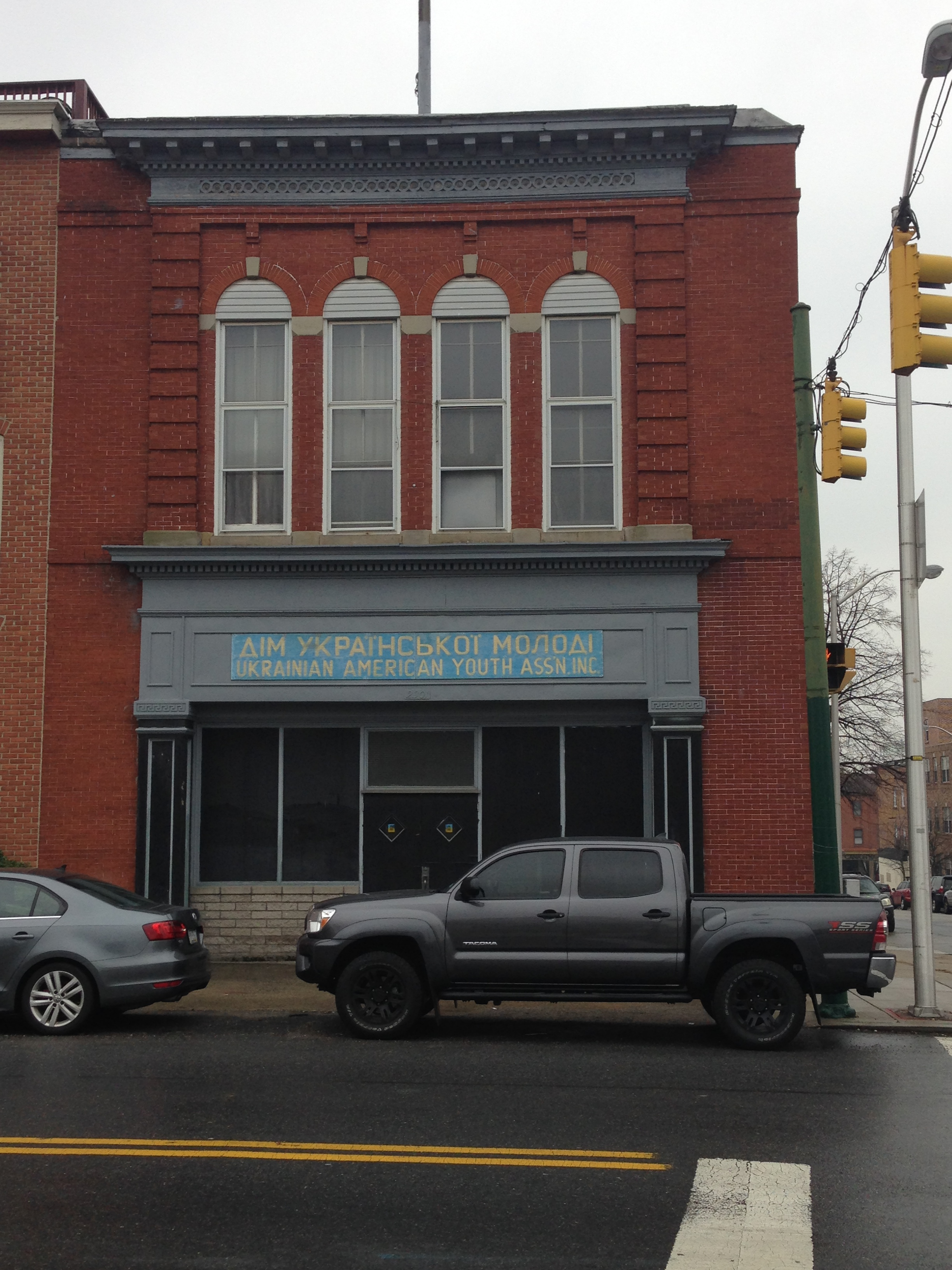
Украинско-американская молодёжная ассоциация в Паттерсон-Парк, январь 2016.

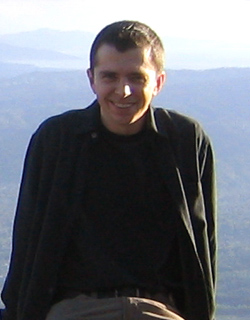
Александр Онищук, шахматный гроссмейстер.

## Демография
Украинская община в столичном районе Балтимора насчитывала 10 806 человек по состоянию на 2000 год, что составляет 0,4% населения района. В том же году украинское население Балтимора составляло 1567 человек, что составляет 0,2% населения города.
В 1920 году 151 белый человек иностранного происхождения в Балтиморе говорил на украинском языке, который тогда назывался русинским языком.
В 1940 году в Балтиморе проживало 14 670 иммигрантов из Советского Союза, многие из которых были украинского происхождения. Эти иммигранты составляли 24,1% белого населения города иностранного происхождения.
В 2013 году в Балтиморе проживало около 808 американцев украинского происхождения, что составляет 0,1% населения.
По состоянию на сентябрь 2014 года иммигранты из Украины были двадцатым по величине населением иностранного происхождения в Балтиморе.

## История

### XIX век
Украинцы начали селиться в Балтиморе в 1880-х годах, в основном в Восточном Балтиморе и Юго-Восточном Балтиморе, особенно в районе Хайлендтаун. Другие украинцы поселились в Вашингтон-Хилл и Феллс-Пойнт, где был украинский магазин. Большинство этих иммигрантов прибыли из Западной Украины и были католиками. К 1890-м годам украинские католические священники путешествовали из Пенсильвании в Балтимор, чтобы служить украинской католической общине. Украинская католическая церковь Святого Архангела Михаила была основана как приход в 1893 году, а церковь построена в 1912 году.
В то время как многие иммигранты из Западной Украины идентифицируют себя просто как американцы украинского происхождения, другие идентифицируют себя как американские русины. Русины также иногда называют себя карпато-русинами, карпатороссами или рутенами. Некоторые западные украинцы, основавшие Украинскую католическую церковь Святого Архангела Михаила, идентифицировались как русины. Русины также помогли основать Украинскую католическую церковь Свв. Петра и Павла. Многие русины и западные украинцы поселились в окрестностях Феллс-Пойнт и Паттерсон-Парк. Западные украинцы начали иммигрировать в Балтимор в 1880-х годах.

### XX век
В начале 1900-х многие украинские иммигранты в Балтиморе работали на металлургических и стекольных заводах.
С 1920-х по 1970-е годы Клуб украинских американских граждан и Украинский национальный дом были центром украинско-американской общины в Балтиморе. Сформировавшись как неформальная ассоциация в 1920-х годах, клуб был официально зарегистрирован в 1931 году. Клуб владел недвижимостью на О’Доннелл-стрит, 3101, которая стала Украинским национальным домом. В доме были школа украинского языка и культуры, школа украинских танцев Василия Авраменко, Украинско-американский гражданский хор и команда по софтболу для американцев украинского происхождения. Пространство также использовалось несколькими общественными организациями, а после Второй мировой войны оно использовалось в качестве жилья для перемещённых беженцев.
К 1940-м годам украинская община Хайлендтауна насчитывала около 1200 человек.
Многие украинцы бежали в Балтимор с 1930-х по 1950-е годы, чтобы избежать политических преследований, трудовых лагерей, Голодомора или депортации в Сибирь. Каждый год украинские беженцы, их дети и внуки празднуют свою удачу в День благодарения, произнося тост и играя в футбол в Паттерсон-парке. 29 мая 2008 года в городе Балтимор состоялось зажжение свечей в память о Голодоморе на Военной мемориальной площади перед мэрией. Эта церемония стала частью большого международного путешествия «Международного факела памяти Голодомора», которое началось в Киеве и прошло через тридцать три страны. Во время тура также были посещены 22 других города США. Тогдашний мэр Шейла Диксон председательствовала на церемонии и объявила 29 мая «Днём памяти жертв геноцида украинцев в Балтиморе». Она назвала Голодомор «одним из худших случаев бесчеловечности человека по отношению к человеку».
В 1969 году Украинско-американский клуб граждан передал Днепровскому украинскому клубу использование и содержание Украинского национального дома.
Начиная с 1970-х годов большое количество украинских евреев иммигрировало в Балтимор, чтобы избежать антисемитизма в тогдашнем Советском Союзе. В начале 1980-х около 70% советских евреев в Балтиморе иммигрировали из тогдашней Украинской Советской Социалистической Республики. Одна треть прибыла из Одессы, города-побратима Балтимора в то время.
Кафе Ze Mean Bean в Феллс-Пойнт открылось в 1995 году. Это ресторан, предлагающий украинскую кухню, а также другие блюда славянской и восточноевропейской кухни. Ресторан был основан Ивонн Дорник как ода Ивану Дорнику, её отцу, чехословацкому карпато-русину.

### XXI век
Национальный Славянский музей открылся в 2012 году. Музей посвящён славянской истории Балтимора, в том числе украинской истории Балтимора.
В свете украинской революции 2014 года и присоединения Крыма к РФ украинцы в Балтиморе мобилизовались, чтобы поддержать проукраинское дело.
Lemko House, жилой комплекс на улице Саут-Энн, предоставляет жильё иммигрантам из Восточной Европы. Основанный в 1983 году Иваном Дорником, священником восточного обряда, комплекс назван в честь этнической группы Дорника, лемков. Лемки — русинская этническая группа, населяющая Лемковщину, часть Закарпатья, которая охватывает части Словакии, Польши и Украины. Lemko House открыл свои двери для малообеспеченных жителей любой национальности, но по-прежнему является домом для многих иммигрантов из числа славян и восточноевропейских стран.

## Маленькая украинская деревня
Коридор в районе Паттерсон-Парк в Балтиморе местные жители называют «Маленькой украинской деревней в Балтиморе» и «Маленькой Украиной». В деревне находится Украинская католическая церковь Святого Архангела Михаила и Балтиморский украинско-американский фестиваль, а также организации для украинцев, такие как Балтиморский федеральный кредитный союз SelfReliance, Украинско-американская молодёжная ассоциация и Днепровский украинский клуб — спортивный клуб и культурная организация.
Украинский фестиваль был основан в 1976 году и организован Украинским фестивальным комитетом Балтимора, некоммерческой организацией, входящей в Украинский конгрессный комитет Америки (UCCA). Фестиваль длится два дня и включает традиционную украинскую музыку, танцы, ремёсла и кухню.

## Известные американцы украинского происхождения из Балтимора
- Джозеф Флом[англ.] — юрист.
- Яков Глушаков[англ.] — художник, известный своими острыми наблюдениями за жизнью в городе Балтимор.
- Филип Гудмэн[англ.] — 42-й мэр города Балтимора и член Сената Мэриленда.
- Джозеф Мейерхофф[англ.] — бизнесмен, благотворитель и меценат.
- Александр Онищук — шахматный гроссмейстер.
- Николай Волков — профессиональный рестлер.